# Whyanbeelia
Whyanbeelia is een geslacht uit de familie Picrodendraceae. Het geslacht telt een soort die endemisch is in de Australische deelstaat Queensland.

## Soorten
- Whyanbeelia terrae-reginae Airy Shaw & B.Hyland